# Nhandu vulpinus
Nhandu vulpinus är en spindelart som först beskrevs av Schmidt 1998.  Nhandu vulpinus ingår i släktet Nhandu och familjen fågelspindlar. Inga underarter finns listade i Catalogue of Life.